# 歇马台遗址
歇马台遗址，位于天津市宝坻区宝平街道歇马台村，窝头河从遗址北部穿过，目前已知天津市最南部的商周时期遗址。

## 概况
1977年，天津市文物普查自查时确定为商周时期遗址。1984年，天津市历史博物馆考古部联合宝坻县文化馆对其进行小面积考古发掘，并定为商周至汉代早期遗址。2013年4月，天津市文化遗产保护中心为配合歇马台村还迁项目，对歇马台遗址进行抢救性考古发掘。共有三个发掘区，共发掘面积2425平方米，共发掘各类遗址单位70处，其中水井4口、灰沟4条、灰坑35座、墓葬27座。

## 意义
填补了华北地区青铜时代至铁器时代遗存文化谱系的缺失，对了解燕山地区青铜时代至铁器时代考古学文化之间的碰撞融合有着重要意义。

## 歇马台村名来源[4]
- 当地传说唐太宗率部队出征打仗时，曾路经此处，在此原地休整，并让自己的战马在村里的高台上休息，因此得名。

- 《宝坻县志》记载，金朝明昌元年（1190年）十月，金章宗出行，至宝坻驻于县城南五里处，后此处形成的村落遂被称为歇马台。